# Criquetot-sur-Longueville
Criquetot-sur-Longueville är en kommun i departementet Seine-Maritime i regionen Normandie i norra Frankrike. Kommunen ligger i kantonen Longueville-sur-Scie som tillhör arrondissementet Dieppe. År 2022 hade Criquetot-sur-Longueville 219 invånare.

## Befolkningsutveckling
Antalet invånare i kommunen Criquetot-sur-Longueville
| Referens: INSEE |